# 台北駐日経済文化代表処横浜分処
台北駐日経済文化代表処横浜分処（タイペイちゅうにちけいざいぶんかだいひょうしょよこはまぶんしょ、繁体字中国語: 臺北駐日經濟文化代表處橫濱分處、英語: Yokohama Branch, Taipei Economic and Cultural Representative Office in Japan / Taipei Representative Office in Yokohama）は、中華民国（台湾）が日本の神奈川県横浜市中区に設置している領事館級の外交代表機構である。

## 概要
1972年9月の日中国交正常化に伴い、中華人民共和国を一つの中国として尊重する立場から日本は中華民国（台湾）と断交した。日華断交に伴い、在横浜中華民国総領事館（繁体字中国語: 中華民國駐橫濱總領事館、英語: Consulate-General of the Republic of China in Yokohama）も閉鎖された。しかし、民間レベルでの交流維持の名目で、閉鎖された総領事館に代わって亜東関係協会東京弁事処横浜分処（繁体字中国語: 亞東關係協會東京辦事處橫濱分處）が設置され、同年12月に発足した。1992年5月15日、亜東関係協会の改名について両国で合意され、同月20日、台北駐日経済文化代表処横浜分処に改称された。
現在に於いても両国間に正式な外交関係はないが、台北駐日経済文化代表処は事実上の大使館として機能しており、その支部である横浜分処は事実上の領事館である。

## 所在地
| 日本語 | 〒231-0021 神奈川県横浜市中区日本大通60番地 朝日生命横浜ビル2階                                                |
| 中国語 | 郵遞區號231-0021 神奈川縣橫濱市中區日本大通60番地 朝日生命橫濱大樓2樓                                          |
| 英語   | 2nd Floor, Asahi Seimei Yokohama Building, Nihon-ōdōri 60, Naka-ku, Yokohama-shi, Kanagawa Prefecture 231-0021 |

## 公館長

### 総領事（1913年～1945年／1952年～1972年）
| 代 | 氏名（日本語） | 氏名（中国語繁体字） | 着任   | 退任   | 備考                                    |
| -- | -------------- | -------------------- | ------ | ------ | --------------------------------------- |
| 1  | 馬廷亮         | 馬廷亮               | 1913年 | 1914年 | 兼駐日臨時代理大使                      |
|    | 周珏           | 周珏                 | 1923年 | 1925年 | 神戸総領事                              |
|    | 文宗淑         | 文宗淑               |        |        | 文潔若の父                              |
|    | 邵毓麟         | 邵毓麟               | 1937年 | 1938年 | 初代韓国駐箚大使、第3代トルコ駐箚大使   |
|    | 楊雲竹         | 楊雲竹               |        |        | 第2代パラグアイ駐箚大使                 |
|    | 孫秉乾         | 孫秉乾               | 1952年 |        | 大阪総領事、第4代ドミニカ共和国駐箚大使 |

### 処長（1972年～）
| 代 | 氏名（日本語） | 氏名（中国語繁体字） | 着任      | 退任      | 備考                     |
| -- | -------------- | -------------------- | --------- | --------- | ------------------------ |
|    | 呉嘉雄         | 吳嘉雄               |           | 1999年    | 大阪弁事処長             |
|    | 黄諸侯         | 黃諸侯               | 1999年    |           | 福岡分処長、大阪弁事処長 |
|    | 黄明朗         | 黃明朗               | 2006年    | 2010年    | 福岡分処長               |
|    | 李明宗         | 李明宗               | 2011年2月 |           | 那覇分処長               |
|    | 粘信士         | 粘信士               | 2013年    | 2017年5月 | 那覇分処長、札幌分処長   |
|    | 陳桎宏         | 陳桎宏               | 2017年5月 | 2019年1月 | 札幌分処長               |
|    | 張淑玲         | 張淑玲               | 2019年4月 | 2025年6月 | [ 17 ]                   |
|    | 范振國         | 范振國               | 2025年6月 | 現職      | [ 18 ]                   |